# Sclerophrys asmarae
Sclerophrys asmarae és una espècie de gripau de la família Bufonidae. Es troba a l'Altiplà d'Etiòpia, en ambdues bandes de la Gran Vall del Rift; la població occidental s'estén cap al nord fins a Eritrea. Els seus hàbitats són prades montanes, i potser també la sabana àrida a elevacions menors. És una espècie comuna impactada per la destrucció de l'hàbitat, que probablement no és un risc per la seva extinció. Està amenaçada principalment pels establiments humans i l'agricultura; tanmateix, en adaptar-se fàcilment, la Unió Internacional per la Conservació de la Natura considera que es troba en risc mínim. Fins 2016 era classificat en el gènere dels Amietophrynus.

## Taxonomia
L'any 1982 es va descobrir el gripau Asmara d'Etiòpia pels zoòlegs Tandy, Bogart, Largen, i Feener que el varen anomenar Amietophrynus asmarae. És una de les dues úniques espècies bisexuals conegudes en gripaus. Té un cariotip de 2n=40. Sembla estar relacionat estretament a l'Amietophrynus kerinyagae i al gripau comú africà (Amietophrynus regularis) que son espècies diploides. Les sèries d'aquestes tres espècies se superposen i degut al seu nombre de cromosomes el Sclerophrys asmarae deu haver evolucionat des d'una o l'altre d'aquestes espècies. A les tres espècies son evidents unes lleugeres diferencies en el raucar i en determinats mecanismes d'aillament en la reproducció. Les hibridacions posteriors son restringides per les preferències en l'altitud en el medi

## Estatus
El gripau asmara es veu amenaçat principalment per la colonització humana i l'agricultura. Tot i això, sembla una espècie amb possibilitats d'adaptació al deteriorament del seu hàbitat, que es pot alimentar a les zones amb gespa. Degut a la lentitud en la destrucció de l'hàbitat i que aquesta espècie es comuna en algunes localitzacions, la Unió Internacional per la Conservació de la Natura ha qualificat l'estatus de conservació amb la mínima preocupació.